# Савин Пьяченцский
Савин (итал. San Savino di Piacenza; 333—11 декабря 420) — святой епископ Пьяченцы. День памяти — 11 декабря.

## Биография
Святой Савин родился в Милане, где впоследствии стал диаконом. Затем он был на протяжении около пятидесяти лет епископом Пьяченцы. Он был одним из отцов-основателей Антиохийского собора в 372 году, где защищал Христову веру от арианской ереси.

## Почитание
Мощи святого Савина находятся в Пьяченце, в носящей его имя базилике. Его также почитают в Казелле-Ланди, где также имеется посвящённый ему храм.

## Галерея

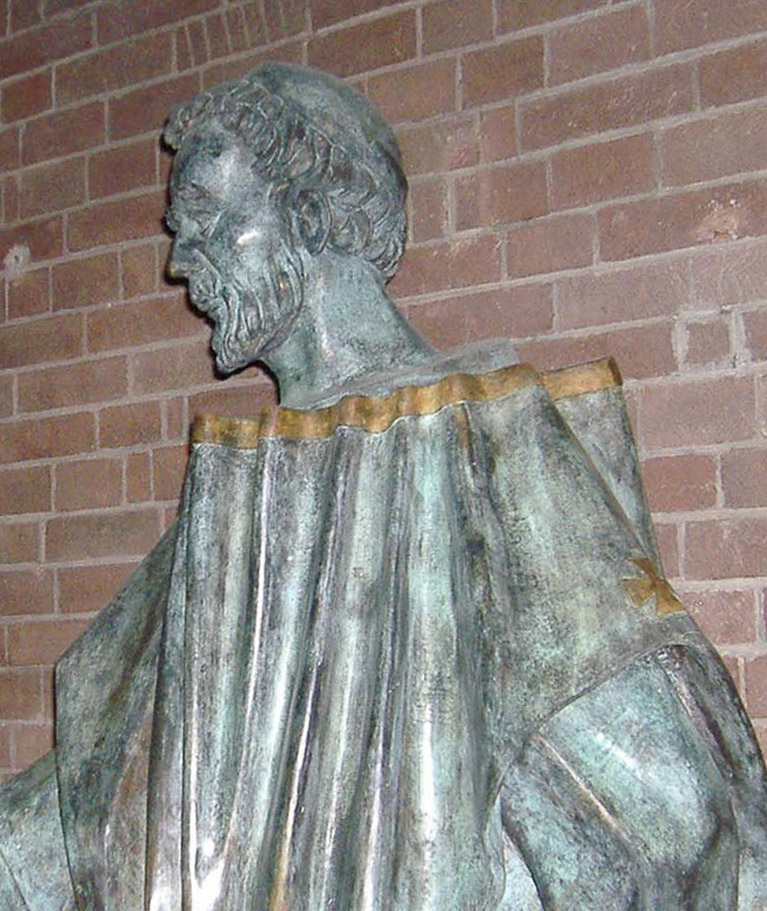
Статуя святого Савина в базилике Пьяченцы.
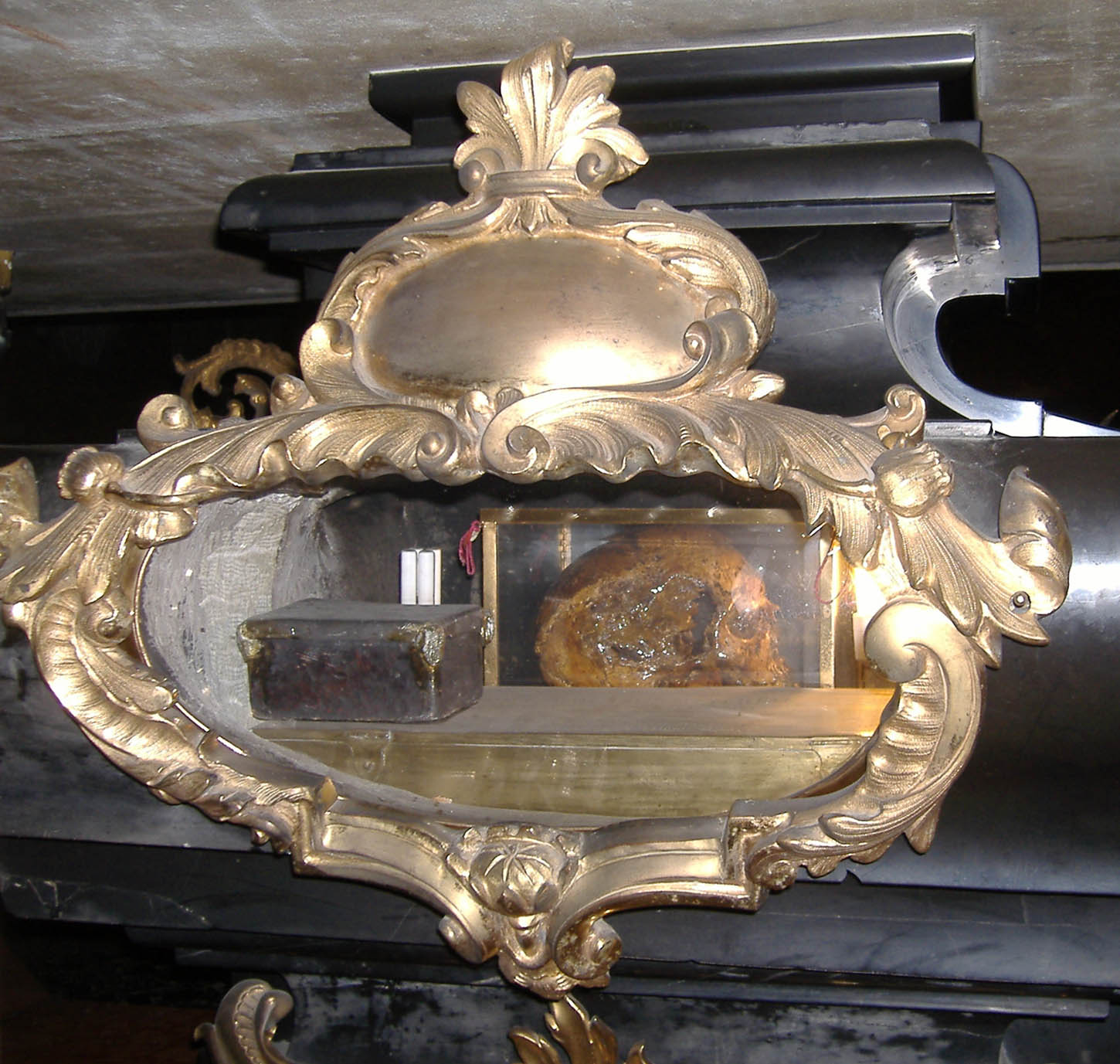
Реликварий с мощами святого Савина.
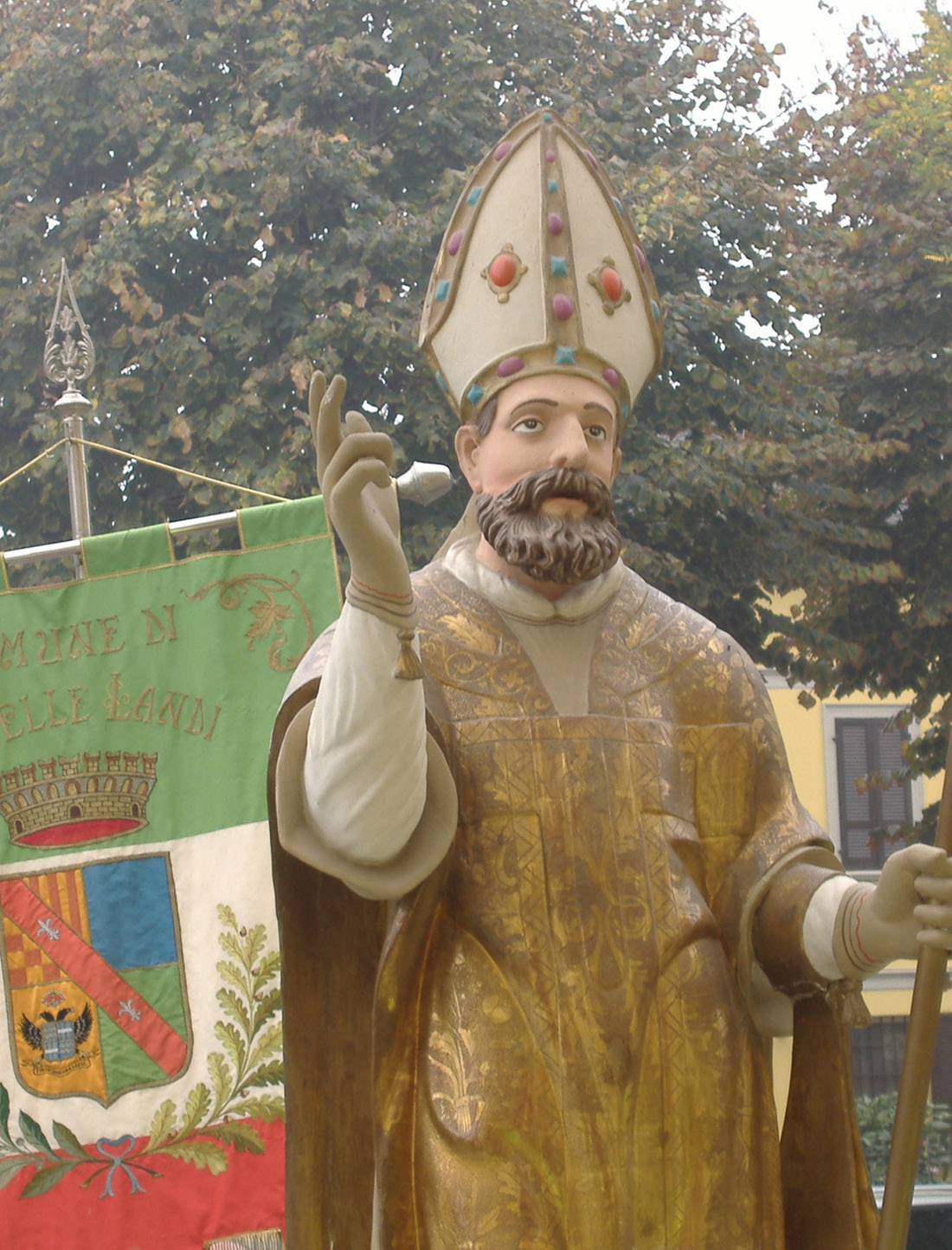
Статуя святого Савина из храма в Казелле-Ланди.